# Warm Bodies (Film)
Warm Bodies ist eine US-amerikanische romantische Zombie-Komödie aus dem Jahr 2013, basierend auf dem Roman Mein fahler Freund (Originaltitel: Warm Bodies) von Isaac Marion. Regie führte Jonathan Levine, von dem auch das Drehbuch stammt. Hauptdarsteller sind Nicholas Hoult und Teresa Palmer. Die Horrorkomödie konzentriert sich auf das Innenleben des Zombies R, dargestellt durch innere Monologe, und darauf, wie er und die Menschenfrau Julie sich ineinander verlieben.
Der Film hatte am 16. Januar 2013 in Rom Premiere. In die deutschen Kinos kam der Film am 21. Februar 2013.

## Handlung
Nach einer Zombie-Apokalypse verbringt der Zombie R seine Tage damit, auf einem Flughafengelände umherzulaufen. Zu den Zombies, die die Stadt bevölkern, gehört Rs bester Freund M. Ihre Kommunikation besteht lediglich aus Grunzen, Stöhnen und gelegentlichen Beinahe-Worten. Wie alle Zombies ist R ständig auf der Suche nach Menschenfleisch, vor allem Gehirn. Wenn er Gehirn isst, durchlebt er die Erinnerungen und Gefühle des Opfers und fühlt sich hierdurch wieder lebendig. Die Zombies leben, jagen und reisen in Gruppen, sie bewegen sich sehr langsam. In einem späteren Stadium werden sie zu Bonies oder Skeletten, die sich schneller bewegen und alles fressen, dessen Herz schlägt.
Auf der Suche nach Nahrung finden R und eine Gruppe von Zombies eine Gruppe Menschen, darunter Julie Grigio. Julies Vater, der Anführer einer schwer bewachten und abgeschotteten menschlichen Siedlung, hat sie in die nahegelegene Stadt geschickt, um Medikamente aus verlassenen Gebäuden zu holen. R sieht Julie und fühlt sich sofort zu ihr hingezogen. Nachdem Perry, Julies Freund, R in die Brust geschossen hat, tötet R ihn und isst sein Gehirn. Julie bekommt davon nichts mit. R erlebt nun Perrys Gedanken und Erinnerungen, was die Anziehungskraft zu Julie noch verstärkt. R rettet Julie vor dem Rest der Zombiegruppe und bringt sie zu einem von ihm bewohnten Flugzeug (einer alten Boeing 767-400), um sie dort vor seinen Artgenossen zu verstecken. Durch die Nähe zu Julie beginnt R langsam zum Leben zu erwachen. Sein Herz beginnt zu schlagen und verschiedene Reize werden weitergeleitet.
Schließlich wird Julie unruhig und überredet R, sie nach Hause zu bringen. Auf dem Weg gesteht R ihr, dass er Perry getötet hat. Daraufhin verlässt Julie R und kehrt allein zur Siedlung zurück. R macht sich, mit gebrochenem Herzen, auf den Weg zurück zum Flughafen. Auf dem Weg trifft R auf M und eine Gruppe Zombies, die aufgebrochen sind, um R zu folgen. M und die anderen Zombies zeigen ebenfalls erste Zeichen von Wiederbelebung. R führt M und seine Gruppe zur Menschensiedlung, in die R hineinschleichen kann. Dort trifft er auf Julie, deren Freundin Nora und Julies Vater Colonel Grigio. Während Nora widerwillig akzeptiert, dass R sich verändert, weigert sich Colonel Grigio zu glauben, dass Zombies wieder zu Menschen werden können, und droht, R zu töten. Julie und R können zu einem Baseballstadion fliehen, wo der Rest von Rs Rudel wartet. Dort wird Rs Rudel gerade von Bonies angegriffen.
Als Julie und R vor den Bonies weglaufen, werden sie umzingelt. Der einzige Fluchtweg ist der Sprung in einen tief gelegenen Pool. R und Julie springen, wobei R Julie vor dem Aufprall beschützt. R schlägt mit dem Kopf auf, aber beide überleben den Sturz. Aus Freude darüber, dass sie noch am Leben sind, küssen sich R und Julie leidenschaftlich, wobei sich Rs Augen von einem toten Grau in menschliches Blau verwandeln. R hat sich in einen Menschen zurückverwandelt. Doch Colonel Grigio, der den Kuss beobachtet hat, denkt, R sei noch ein Untoter, und schießt ihm in die Brust. Als Julie ihren Vater davon abhalten will, R endgültig zu töten, bemerkt sie, dass er stark aus der Schusswunde blutet – dies ist sogar für ihren Vater ein Beweis dafür, dass R ein Mensch ist. Von nun an kämpfen Menschen und Zombies gemeinsam gegen die Bonies.
Nachdem die Bonies endgültig besiegt sind, wird die Mauer um die Menschensiedlung gesprengt. R und Julie beobachten diese Szene von einer Anhöhe. Die Zombies werden nach und nach in die Gesellschaft integriert, und bald ist kaum noch ein Unterschied bemerkbar. M erinnert sich daran, dass sein früherer Name Marcus war. Der Film endet damit, dass R – er und Julie sind mittlerweile ein Paar – beschließt, seinen Namen R zu behalten.

## Synchronisation
Warm Bodies wurde von der Christa Kistner Synchronproduktion synchronisiert, die Dialogregie führte Stefan Fredrich, der auch das Dialogbuch schrieb.
| Darsteller      | Deutscher Sprecher | Rolle          |
| --------------- | ------------------ | -------------- |
| Nicholas Hoult  | Ozan Ünal          | R              |
| Teresa Palmer   | Kaya Marie Möller  | Julie          |
| Rob Corddry     | Oliver Siebeck     | M              |
| Dave Franco     | Nico Sablik        | Perry          |
| Cory Hardrict   | Bastian Sierich    | Kevin          |
| John Malkovich  | Joachim Tennstedt  | General Grigio |
| Quinn O’Neill   | Judith Hoersch     | Emily          |
| Vincent Leclerc | Matthias Klages    | Perrys Vater   |

## Parallelen zu anderen Werken
Die Handlung des Filmes entlehnt Elemente aus William Shakespeares Romeo und Julia. So heißen die beiden Hauptfiguren R (Romeo) und Julie (Julia/ engl. Juliet). Die berühmte Balkonszene wird nachgestellt. Auch Nebenfiguren erinnern an Rollen aus Shakespeares Stück. Der Name von Julies festem Freund Perry ist eine Anlehnung an Graf Paris, mit dem Julia im Stück verheiratet werden soll. Der Name von Rs Freund Marcus entspricht Mercutio. Julies beste Freundin und Vertraute heißt Nora und möchte Krankenpflegerin werden. Juliets einzige Vertraute in Shakespeares Stück ist ihre Amme (engl. nurse, also auf Deutsch auch Krankenschwester). Die Feindschaft der Häuser Capulet und Montague, die eine Verbindung zwischen Romeo und Julia unmöglich macht, wird durch die Feindschaft der Menschen und der „Leichen“ (Zombies) nachgestellt. Das tragische Ende des Stücks, in dem Romeo und Julia sterben, wird im Film hingegen umgedreht: R kehrt ins Leben zurück.

## Soundtrack
| Nr. | Titel                                | Interpret                    |
| --- | ------------------------------------ | ---------------------------- |
| 1.  | Music for Airport Zombies            | Buck Sanders, Marco Beltrami |
| 2.  | Into the Greenzone                   | Buck Sanders, Marco Beltrami |
| 3.  | Back to the Lair                     | Buck Sanders, Marco Beltrami |
| 4.  | Zombie March                         | Buck Sanders, Marco Beltrami |
| 5.  | Eating Vicariously                   | Buck Sanders, Marco Beltrami |
| 6.  | Why Me?                              | Buck Sanders, Marco Beltrami |
| 7.  | Run For It                           | Buck Sanders, Marco Beltrami |
| 8.  | For a Few Days More                  | Buck Sanders, Marco Beltrami |
| 9.  | Bad Brains / Zombie Wacker           | Buck Sanders, Marco Beltrami |
| 10. | Boney Chase                          | Buck Sanders, Marco Beltrami |
| 11. | I Wanna Hold Your Hand               | Buck Sanders, Marco Beltrami |
| 12. | Marcus Sees the Light                | Buck Sanders, Marco Beltrami |
| 13. | Admission to Dream                   | Buck Sanders, Marco Beltrami |
| 14. | Zombie Bros                          | Buck Sanders, Marco Beltrami |
| 15. | Looking for Julie / Balcony Serenade | Buck Sanders, Marco Beltrami |
| 16. | Walk Through Greenzone               | Buck Sanders, Marco Beltrami |
| 17. | Entering the Armory                  | Buck Sanders, Marco Beltrami |
| 18. | Run from Dad / Zombies United        | Buck Sanders, Marco Beltrami |
| 19. | Run! Zombie Saves                    | Buck Sanders, Marco Beltrami |
| 20. | Marcus’ Trump Stumps                 | Buck Sanders, Marco Beltrami |
| 21. | Might as Well Jump                   | Buck Sanders, Marco Beltrami |
| 22. | R Shot Alive                         | Buck Sanders, Marco Beltrami |
| 23. | Midnight City                        | M83                          |

## Kritiken
„Achtung, liebe Horrorfans! Warm Bodies deutet den Zombie jetzt zum romantischen Lover um. Aber keine Angst, die Rechnung geht auf – gerade weil der Kinofilm vor großen Gefühlen nicht zurückschreckt. Und an Gehirnen geknabbert wird ja trotzdem.“

„Satire statt Seifenoper – mit Warm Bodies zeigt Filmemacher Jonathan Levine, was im Genre der Teenie-Fantasy-Romanze tatsächlich alles möglich ist!“

„Nach Vampiren und Werwölfen nun auch Zombies: Wer angesichts der Geschichte – Zombie verliebt sich in einen Menschen – einen weiteren Schmachtfetzen für Teenies erwartet, wird hier positiv überrascht. Die Liebesgeschichte nimmt zwar einen zentralen Teil von Warm Bodies ein, kommt aber größtenteils ohne Kitsch aus und ist dank häufiger Selbstironie sogar richtig witzig geworden.“

„Die Idee ist nicht ohne Reiz, und obwohl sich Warm Bodies klar erkennbar an den Genreeckpunkten abarbeitet, schafft er es, dem an sich ziemlich ausgelutschten Thema ‚Zombie‘ interessante neue Aspekte abzugewinnen, sowie ab und zu clevere Details einzubauen.“